# Лексмакс
Профессиональный футзально-пляжно-футбольный клуб «Лексмакс» — молдавский спортивный клуб из Кишинёва, имеющий в своём составе клубы по футболу, мини-футболу и пляжному футболу. Команда была основана в 2002 году под названием «Максимум».

## История
«Лексмакс» является единственным клубом в Молдове, игроки которого выступают в футзальном, пляжном и футбольном чемпионатах. На счету «Лексмакса» шесть кубков, выигранные во внутреннем первенстве по футзалу и пляжному футболу. Три года подряд (2010, 2011, 2012) команда завоевывала Кубок Молдовы по футзалу, в сезонах 2010, 2011 «Лексмакс» выиграл Чемпионат Молдовы по пляжному футболу. В сезоне 2011/12 «Лексмакс» впервые за 10 лет существования выиграл чемпионат Молдовы по футзалу, а также сделал «золотой» дубль, завоевав Кубок Молдовы по футзалу. Это единственная команда в стране, представлявшая Молдову на международной арене в пляжном футболе. В сезоне 2012 «Лексмакс» представлял Молдову в розыгрыше Кубка чемпионов УЕФА по футзалу.

## Кубок УЕФА по футзалу
Дебют на европейской арене состоялся 9 августа 2012 года, когда «Лексмакс» впервые дебютировал в Кубке УЕФА по футзалу. В первом матче подопечные Василия Арлета обыграли мальтийский «Бальзан» (3:0), во втором проиграли хозяевами мини-турнира «Леотару» (1:4). В итоге «Лексмакс» занял 2-е место и прекратил выступление в Кубке УЕФА, пропустив вперед «Леотар».

## Футбол-теннис
12 ноября 2012 года у клуба появилась своя женская команда по футбол-теннису, которой руководит Кристина Самсон, младшая сестра Евгения Самсона, защищающий цвета «Лексмакса» в футзальном первенстве.

## Достижения
- Чемпион Молдовы по футзалу 2011/12, 2012/13.
- Чемпион Молдовы по пляжному футболу 2010, 2011, 2012.
- Обладатель Кубка Молдовы по футзалу 2009/10, 2010/11, 2011/12.
- Финалист Кубка Молдовы по пляжному футболу 2010, 2011, 2012.
- Серебряный призёр чемпионата Молдовы по футболу среди ветеранов 2012.
- Бронзовый призёр международного турнира по пляжному футболу в Батуми, Грузия.